# Gynaikothrips uzeli
Gynaikothrips uzeli är en insektsart som först beskrevs av Zimmermann 1900.  Gynaikothrips uzeli ingår i släktet Gynaikothrips och familjen rörtripsar. Inga underarter finns listade i Catalogue of Life.